# Сесіл Діллон
Сесіл Діллон (англ. Cecil Dillon; 26 квітня 1908, Толідо — 13 листопада 1969, Міфорд, Онтаріо) — канадський хокеїст, що грав на позиції крайнього нападника.
Володар Кубка Стенлі в складі «Нью-Йорк Рейнджерс» (1933).

## Ігрова кар'єра
Хокейну кар'єру розпочав 1927 року в Хокейній асоціації Онтаріо.
Протягом професійної клубної ігрової кар'єри, що тривала 13 років, захищав кольори команд «Нью-Йорк Рейнджерс», «Детройт Ред-Вінгс», «Індіанаполіс Кепіталс», «Провіденс Редс» та «Піттсбург Горнетс».
Загалом провів 496 матчів у НХЛ, включаючи 43 гри плей-оф Кубка Стенлі.

## Інше
Після завершення кар'єри гравця проживав у містечку Міфорд, Онтаріо, де працював у телефоній компанії.

## Нагороди та досягнення
- Друга команда всіх зірок НХЛ — 1936, 1937, 1938.

## Статистика
| Сезон        | Клуб                    | Ліга         | Регулярний сезон | Регулярний сезон | Регулярний сезон | Регулярний сезон | Регулярний сезон | Плей-оф | Плей-оф | Плей-оф | Плей-оф | Плей-оф |
| Сезон        | Клуб                    | Ліга         | І                | Г                | П                | О                | ШХ               | І       | Г       | П       | О       | ШХ      |
| ------------ | ----------------------- | ------------ | ---------------- | ---------------- | ---------------- | ---------------- | ---------------- | ------- | ------- | ------- | ------- | ------- |
| 1927–28      | «Оуен-Саунд»            | ОХА          | —                | —                | —                | —                | —                | —       | —       | —       | —       | —       |
| 1928–29      | «Спрингфілд Індіанс»    | КАХЛ         | 33               | 4                | 3                | 7                | 18               | —       | —       | —       | —       | —       |
| 1929–30      | «Спрингфілд Індіанс»    | КАХЛ         | 39               | 19               | 13               | 32               | 38               | —       | —       | —       | —       | —       |
| 1930–31      | «Нью-Йорк Рейнджерс»    | НХЛ          | 25               | 7                | 3                | 10               | 8                | 4       | 0       | 1       | 1       | 2       |
| 1931–32      | «Нью-Йорк Рейнджерс»    | НХЛ          | 48               | 23               | 15               | 38               | 22               | 7       | 2       | 1       | 3       | 4       |
| 1932–33      | «Нью-Йорк Рейнджерс»    | НХЛ          | 48               | 21               | 10               | 31               | 12               | 8       | 8       | 2       | 10      | 6       |
| 1933–34      | «Нью-Йорк Рейнджерс»    | НХЛ          | 48               | 13               | 26               | 39               | 10               | 2       | 0       | 1       | 1       | 2       |
| 1934–35      | «Нью-Йорк Рейнджерс»    | НХЛ          | 48               | 25               | 9                | 34               | 4                | 4       | 2       | 1       | 3       | 0       |
| 1935–36      | «Нью-Йорк Рейнджерс»    | НХЛ          | 48               | 18               | 14               | 32               | 12               | —       | —       | —       | —       | —       |
| 1936–37      | «Нью-Йорк Рейнджерс»    | НХЛ          | 48               | 20               | 11               | 31               | 13               | 9       | 0       | 3       | 3       | 0       |
| 1937–38      | «Нью-Йорк Рейнджерс»    | НХЛ          | 48               | 21               | 18               | 39               | 6                | 3       | 1       | 0       | 1       | 0       |
| 1938–39      | «Нью-Йорк Рейнджерс»    | НХЛ          | 48               | 12               | 15               | 27               | 6                | 1       | 0       | 0       | 0       | 0       |
| 1939–40      | «Детройт Ред-Вінгс»     | НХЛ          | 44               | 7                | 10               | 17               | 12               | 5       | 1       | 0       | 1       | 0       |
| 1940–41      | «Індіанаполіс Кепіталс» | АХЛ          | 15               | 1                | 6                | 7                | 2                | —       | —       | —       | —       | —       |
| 1940–41      | «Провіденс Редс»        | АХЛ          | 34               | 8                | 14               | 22               | 2                | 4       | 0       | 0       | 0       | 2       |
| 1941–42      | «Піттсбург Горнетс»     | АХЛ          | 51               | 13               | 23               | 36               | 2                | —       | —       | —       | —       | —       |
| Усього в НХЛ | Усього в НХЛ            | Усього в НХЛ | 453              | 167              | 131              | 298              | 105              | 43      | 14      | 9       | 23      | 14      |